# 青象牙贝
青象牙贝（学名：Dentalium aprinum），是象牙贝目象牙贝科象牙贝属的一种。主要分布于印度尼西亚、台湾，常栖息在沿岸。